# Kim Jwa-jin
Kim Jwa-jin (nacido el 16 de diciembre de 1889 y muerto el 24 de enero de 1930), también conocido como Baekya, fue un anarquista coreano (muchas veces comparado con Néstor Majnó) comprometido con la independencia de su país natal.
Kim era hijo de una rica familia del linaje de los Andong Kim linaje del distrito de Hongseong, provincia de Chungcheong. Su padre se llamaba Kim Hyeong-gyu. A la edad de 18 años, Kim liberó a 50 familias de esclavos al quemar públicamente los registros de esclavitud, además de proveer a cada familia con una porción de tierra lo suficientemente extensa como para poder sustentarse. Esta fue la primera manumisión de esclavos en la historia moderna de Corea.

## Hechos
Kim Jwa-jin luchó contra las fuerzas de ocupación japonesas desde un principio. En 1919 estableció la Oficina para la administración militar de la zona Norte (북로군정서군, 北路軍政署軍). El 21 de octubre de 1920 el capturó a 3.000 japoneses bajo el mando del comandante Kano en el combate de Chingshanli (Siberia), en el cual el ejército de Kim causó graves bajas al ejército de ocupación.
Tiempo después, Kim fue designado presidente de un comité ejecutivo a la edad de 38 años. En 1919 los grupos anarquistas y los independentistas fundaron un estado rebelde en la provincia de Manchuria, ocupada por los japoneses. Kim Jwa-jin fue elegido entonces como comandante del ejército; también se le encargó el liderazgo y la organización de la guerrilla que luchaba contra los japoneses. Aunque los soldados japoneses estaban dotados de gran experiencia y una capacidad técnica y logística superior, los ataques coreanos eran tremendamente efectivos. Defendían a la Comuna Libre de Shinmin de los invasores, y alentaban a otros grupos en el Norte y Este de Asia a resistir la ocupación.
Kim Jwa-jin fue asesinado en 1930 mientras reparaba un molino arrocero que la Federación Anarquista Coreana había construido en Shinmin.

## Shinmin luego de Kim Jwa-jin
Luego de la muerte de Kim Jwa-jin, el movimiento anarquista en Manchuria y Corea fue objeto de un represión masiva. Japón envió ejércitos para atacar a Shinmin desde el sur, mientras los estalinistas y los chinos atacaban desde el norte. A mediados de 1932, la situación se hizo insostenible, y los restos del anarquismo derrotado pasaron a la clandestinidad y Shinmin dejó de existir.
Kim Jwa-jin hoy es recordado en Corea del Sur y en Corea del Norte, como precursor de la independencia coreana.

## Familia
- Padre: Kim Hyeong-Gyu
- Primera esposa: señora Oh (오씨 부인)
- Segunda esposa: señora Kim (김씨 부인)
- Hijo: Kim Du-han
- Nieta: Kim Eul-dong
- Bisnieto: Song Il-gook
- Tataranietos: Song Dae-han, Song Min-guk, Song Man-se